# Poul Christensen
Poul Christensen, född 8 juli 1854 och död 5 april 1935, var en dansk politiker.
Christensen var lantbrukare och blev medlem av arbetarförsäkringsrådet 1916, och direktor för Østifternes brandförsäkring 1918. 1890-1918 var han medlem av Folketinget, där han först anslöt sig till Rene Venstre, 1895 till Venstrereformpartiet samt 1905 till Radikale Venstre. Han var 1909-10 lantbruksminister i Carl Theodor Zahles första radikala ministär. 1918-20 var han medlem av Landstinget.